# Radón
El radón es un elemento químico perteneciente al grupo de los gases nobles. En su forma gaseosa es incoloro, inodoro e insípido y en forma sólida su color es rojizo. En la tabla periódica tiene el número 86 y símbolo Rn.
El radón es producto de la desintegración del radio (226Ra), elemento altamente radiactivo. El isótopo 219Rn es producto de la desintegración del actinio, llamado actinón y tiene una semivida de 4 segundos. Además de todos estos, el radón tiene 22 isótopos artificiales, producidos por reacciones nucleares por transmutación artificial en ciclotrones y aceleradores lineales. El isótopo más estable es el 222Rn, también el más abundante, con una semivida de 3,8 días y producto de la desintegración del 226Ra. Al emitir partículas alfa se convierte en 218Po.

## Aplicaciones
La emanación del radón del suelo varía con el tipo de suelo y con el contenido de uranio superficial, así que las concentraciones al aire libre del radón se pueden utilizar para seguir masas de aire en un grado limitado. Este hecho ha sido puesto al uso por algunos científicos atmosféricos.
Aunque algunos médicos creyeron una vez que el radón se puede utilizar terapéuticamente, no hay evidencia para esta creencia y el radón no está actualmente en uso médico, por lo menos en el mundo desarrollado.
El sismólogo italiano Gianpaolo Giuliani había anticipado el terremoto que sacudió la zona central de Italia el 6 de abril de 2009 y basó sus pronósticos en las concentraciones de gas radón en zonas sísmicamente activas, fue denunciado a la policía por "extender la alarma" y se vio obligado a quitar sus conclusiones de Internet. Un mes antes del terremoto de una magnitud de entre 5,8 y 6,3 en la escala de Richter que habría dejado unas 50.000 personas sin techo, alrededor de 26 ciudades sufrieron daños graves y más de un centenar de muertos, unas furgonetas con altavoces comenzaron a circular por L'Aquila (Italia) pidiendo a sus habitantes que evacuaran sus casas, después de que el sismólogo anticipara que se produciría un gran terremoto. Cuando los medios de comunicación preguntaron sobre la supuesta falla de las autoridades a la hora de salvar a la población antes del terremoto, el director del Instituto Nacional de Geofísica, Enzo Boschi, quitó importancia a las predicciones de Giuliani. 

"Cada vez que hay un sismo hay gente que dice que lo ha predicho", afirmó. "Por lo que yo sé, nadie predijo este sismo con precisión. No es posible predecir los terremotos".

No obstante, existen varios precedentes de predicción de terremotos donde han sido confirmadas las altas concentraciones de este gas antes de los sismos. Por citar algunos ejemplos: Galicia, España en 1997 y Haicheng en China, en los años setenta, cuya predicción a tiempo salvó miles de vidas. Estos terremotos no fueron predichos basándose únicamente en las concentración del gas, pero este fue uno de los factores influyentes.

## Historia y etimología

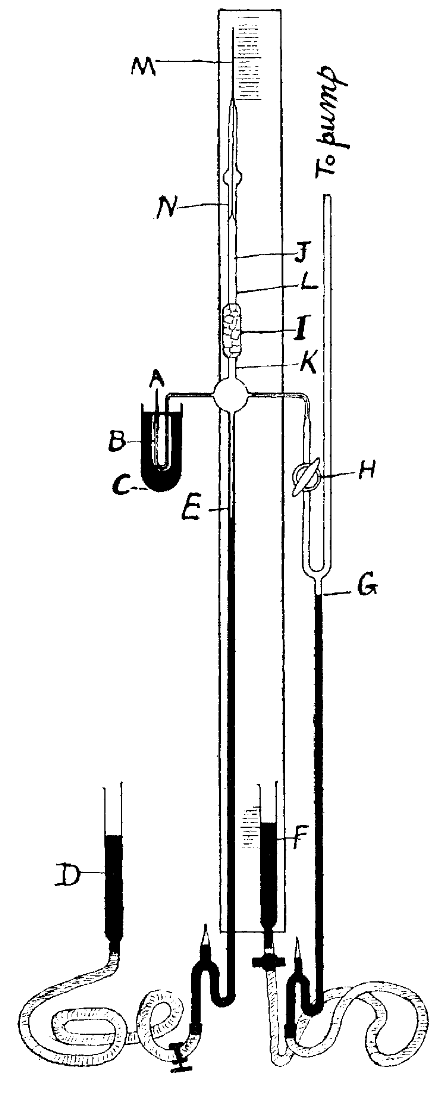
Aparato usado por Ramsay y Whytlaw-Gray para aislar el radón. M es un tubo capilar con aproximadamente 0.1 mm³ del gas aislado. El radón mezclado con hidrógeno entra en el dispositivo de evacuación a través de A; el mercurio se representa en color negro.

El radón fue descubierto en 1900 por Friedrich Ernst Dorn, siendo el quinto elemento radiactivo conocido después del uranio, el torio, el radio y el polonio. En 1900 Dorn informó sobre algunos experimentos en los que notificó que los compuestos de radio emanan un gas radiactivo al que llamó Radium emanation (Ra Em). Anteriormente, en 1899, Pierre y Marie Curie habían observado que el gas emitido por el radio mantuvo su radiactividad durante un mes. Ese mismo año, Robert Bowie Owens y Ernest Rutherford, en la Universidad McGill de Montreal, observaron variaciones al tratar de medir la radiación del óxido de torio. Rutherford se dio cuenta de que los compuestos de torio emiten continuamente un gas radiactivo que conserva los poderes radiactivos durante varios minutos, y llamó primero a este gas emanación (del latín "Emanare"), y después emanación de torio (Th Em). En 1901, demostró que estas emanaciones son radiactivas, atribuyendo a los Curie el descubrimiento del elemento. En 1903 André-Louis Debierne observó similares emanaciones del actinio, este gas fue denominado emanación del actinio (Ac Em).
Varios nombres fueron sugeridos para estos tres gases: exradio, extorio, y exactinio en 1904; radón, torón, y actón en 1918; radeón, toreón, y actineón en 1919, y, finalmente radón, torón, y actinón en 1920. La semejanza de los espectros de estos tres gases con los del argón, criptón y xenón, además de su carácter inerte, llevó a Sir William Ramsay a sugerir en 1904 que las "emanaciones" podían contener un elemento nuevo de la familia de los gases nobles.
En 1910, Sir William Ramsay y Robert Whytlaw-Gray aislaron el radón, determinaron su densidad, y se determinó que era el gas conocido más pesado. Escribieron que "L'expression de l'émanation du radium est fort incommode", (La presencia de la emanación de radio es muy incómoda) y sugirieron el nuevo nombre de nitón (Nt) (de la palabra latina "nitens" que significa "brillante") para enfatizar la propiedad de radioluminiscencia que exhibe el gas, y en 1912 fue aceptado por la Comisión sobre Abundancia de Isótopos y Pesos Atómicos. En 1923, el Comité Internacional de los Elementos Químicos y la Unión Internacional de Química Pura y Aplicada (IUPAC) eligió entre los nombres de radón (Rn), torón (Tn), y actinón (An). Más tarde, cuando se numeraron los isótopos en lugar de ser nombrados, el elemento tomó el nombre del isótopo más estable, el radón, el torón Tn se renombró como 220Rn y el actinón An fue renombrado como 219Rn. En la década de 1960, el elemento todavía se designaba simplemente como emanación en algunos textos. El primer compuesto sintetizado de radón, el fluoruro de radón, se obtuvo en 1962.
El peligro de una alta exposición al radón en las minas, donde se pueden encontrar exposiciones que alcanzan los 1.000.000 Bq / m³, es conocido desde hace mucho tiempo. En 1530, Paracelso describió una enfermedad degenerativa de los mineros, la mala metallorum, y Georgius Agricola señaló la importancia de la ventilación en las minas para evitar este mal de las montañas (Bergsucht). Este hecho ya fue identificado en 1879 como causante de cáncer de pulmón en una investigación efectuada por Herting y Hesse sobre los mineros de Schneeberg, Alemania. Los primeros estudios importantes sobre el radón y la salud se efectuaron en el contexto de la minería del uranio en la región de Jáchymov en Bohemia. En los EE. UU., los estudios y la adopción de medidas de protección solo se llevaron a cabo tras décadas de efectos perniciosos sobre la salud de los mineros del uranio del sudoeste del país, a comienzos de la Guerra Fría; las primeras normas no se implementan hasta 1971.
La presencia de radón en el aire interior de los edificios fue documentada ya en 1950. A partir de la década de 1970 se inició la investigación para hacer frente a las fuentes de radón en el interior, los factores determinantes de la concentración, efectos sobre la salud, y medidas de protección. En los Estados Unidos, el problema del radón en el interior de las viviendas tuvo una gran repercusión pública, intensificándose la investigación después de un incidente ampliamente difundido en 1984. Durante una inspección rutinaria en una planta de energía nuclear de Pensilvania, se encontró un trabajador contaminado con radiactividad. Una alta contaminación de radón en su domicilio fue identificada posteriormente como la causa responsable de esta contaminación.

## Efectos perjudiciales
Cuando se habla del peligro del radón no se debe olvidar la radiación emitida por todo el conjunto: radón y descendientes. El peligro está sobre todo en sus descendientes de vida corta: en concreto el 218Po y 214Po. Existe también una exposición externa causada por la radiación gamma directa, pero el verdadero riesgo está en las partículas alfa.
La radiación alfa es relativamente poco peligrosa fuera del cuerpo porque la epidermis nos protege de ella. El principal problema viene cuando se inhala: las partículas radioactivas se adhieren al tejido pulmonar, donde pueden emitir radiación alfa a las células broncopulmonares. La absorción de esta radiación provoca ionizaciones y excitaciones de las estructuras celulares provocando efectos lesivos: puede dañar directa e indirectamente el DNA y provocar mutaciones en el tejido pulmonar. Recordemos que el cáncer es una división incontrolada de células mutadas.
En EE. UU. está considerada la segunda causa de muerte por cáncer de pulmón después del tabaco. Además, sus efectos son sinérgicos: fumar y vivir en una casa con alto contenido de radón aumenta el riesgo unas 46 veces más que de darse los dos fenómenos por separado.
Un estudio en Alemania nos dice que con una concentración de 40 Bq/m³ el 7 % de todos los cánceres de pulmón en fumadores se puede atribuir al radón: en no fumadores se puede atribuir hasta un 22 %. Esto es lógico porque en fumadores es difícil atribuir una sola causa. Otros estudios en no fumadores en Francia nos dicen que puede llegar a atribuirse hasta un 25 %. En Países Bajos un 17 % y en Suecia un 24 %. En Galicia la combinación de Tabaco y radón se atribuye en un 25 %. 
La recomendación de protección radiológica en Europa establece el nivel de referencia acción de remedio 400 Bq/m³. Y el nivel de diseño de nuevas viviendas en 200 Bq/m³. La agencia norteamericana de protección ambiental establece como el nivel de acción cuando se superan los 4 PCi/l (148 Bq/m³).
En España, se ha publicado un informe del Ministerio de Sanidad en 2021 que concluye que el radón es la primera causa de cáncer de pulmón en no fumadores. En este Informe se concluye que el radón participa en el 3,8 % de todas las muertes por cáncer de pulmón a nivel nacional. Sin embargo, el impacto en la mortalidad es muy desigual en función de la comunidad autónoma de residencia. Las Comunidades Autónomas con mayor mortalidad por cáncer de pulmón atribuida a radón son Galicia y Extremadura, con el 7 % de todos los fallecimientos por cáncer de pulmón. La mayor parte de los fallecimientos por cáncer de pulmón debidos a la exposición a radón ocurren en fumadores y exfumadores. La corrección de la exposición a radón por la altura de la vivienda atenúa de forma importante la mortalidad atribuible a radón y debería ser considerada en todo estudio que pretenda cuantificar el impacto de la exposición a radón en la mortalidad atribuible por cáncer de pulmón.

## Radón en viviendas
Las fuentes de radón en domicilios son principalmente: el suelo sobre el que se asienta el edificio, las paredes, piso, techo, agua y gas utilizados. El radón puede penetrar en el edificio por todas las aberturas, por mínimas que sean: desde pequeñas fisuras y orificios tales como los poros de bloques de cemento.
Recordemos que el radón procede de la cadena de desintegración del uranio. Este último tarda en reducirse a la mitad unos 4500 millones de años y en cambio el radón tarda 3,8 días. Es fácil deducir que siempre habrá uranio y radio para transformarse en radón, y por lo tanto podemos concluir que la exhalación media en los domicilios no sufrirá grandes fluctuaciones.

### Influencia del suelo, agua y gas
El radón es capaz de viajar entre los poros del suelo hasta alcanzar la superficie debido a la diferencia de presión entre los poros por donde viaja el gas y el espacio cerrado, estableciéndose un flujo desde el terreno hasta el interior de la edificación. Los mecanismos son por gradiente de presión (convección) y por gradiente de concentración (difusión).
El tipo de suelo es el factor más importante, sobre todo si la roca madre sobre la que se asienta es rica en uranio. El ejemplo más representativo es el del granito. Además, cuanto más agrietado esté el suelo, mayor es probabilidad de emisión. Por este motivo el sótano, en caso de haberlo, es el que mayor concentración sufrirá ya que suele estar encajado en una cavidad rocosa. El radón acumulado en el sótano puede emigrar hacia la primera planta por convección y difusión a través del techo del mismo. 
Las aguas subterráneas pueden poseer elevadas concentraciones de radón. Cuando el agua sale de los grifos una gran parte del radón que contiene se desprende y se incorpora a la atmósfera circundante. El gas natural también contiene radón debido al 238U y 226Ra presentes en la roca almacén. Aunque las cantidades en agua y gas son mucho menos significativas.

### Influencia de los materiales de construcción
La presencia de radionúclidos naturales en los materiales utilizados en la construcción ocasiona flujos de radón que contribuyen en un 15-20 % a la concentración del interior de la vivienda. Tal y como ocurre con el suelo: la presencia de grietas agrava el problema. Profundizando en los materiales de construcción, la presencia de radionúclidos del radón como son el 235Th y el 226Ra es de mayor a menor: las piedras naturales (70 Bq/kg); los cementos (70 Bq/kg); los ladrillos (60 Bq/kg) el hormigón (30 Bq/kg); y los yesos y las escayolas (20 Bq/kg). Los materiales que menos radón contienen son las maderas.

### Influencia de la climatología de la zona
La presión es el factor más relevante. Las bajas presiones generan un gradiente positivo entre el terreno y el interior del módulo y por lo tanto aumenta la concentración de radón en el interior de los hogares. La temperatura influye en la presión, si bien su efecto es menos relevante. 
La lluvia también influye porque satura los poros en el terreno, reduce su permeabilidad en el entorno dejando como vía preferente de escape el terreno seco bajo la vivienda. Esto ocurre sobre todo para tasas de precipitaciones altas. 
El viento influye de manera positiva a efectos de ventilación, ya que induce a corrientes en el interior disminuyendo la concentración de Radón.

## Radón en laboratorios de medida de radiactividad ambiental
La presencia de gas radón debe ser controlada en un laboratorio de medida de radiactividad ambiental, ya que este gas contribuye al fondo radiactivo de los detectores y puede afectar a las medidas del laboratorio. Se ha comprobado que efectivamente el nivel de radón del laboratorio afecta al fondo en las medidas por espectrometría gamma, pero que no influye en las medidas de fondo por centelleo líquido.

## Medidas de prevención y mitigación en viviendas
Deben tener como objetivo la reducción global del riesgo en la población. Son necesarias medidas de prevención en nuevas edificaciones, y medidas de mitigación en edificaciones ya existentes. Así como las políticas pertinentes llevadas a cabo por los organismos públicos.

### Medidas de información y de legislación
Estados Unidos es pionero en cuanto a regulación sobre radón en viviendas. De hecho, la Agencia de Protección Ambiental (EPA) ha publicado varias guías sobre el radón como, por ejemplo, la guía del radón para el comprador y el vendedor de viviendas.
En el ámbito europeo se ha requerido una regulación sobre radón que se ha materializado con la aprobación de la nueva directiva europea de protección radiológica, Directiva 2013/59/Euratom, pero también se insta a una campaña de sensibilización por parte de las autoridades. Con la transposición de la directiva a la legislación de cada Estado miembro se tendrá un marco básico de referencia. En la directiva se establece un nivel de referencia de 300 Bq/m³y no se distingue entre edificios nuevos, antiguos o edificios de acceso público. Se contempla la posibilidad de que los países implanten un nivel de referencia más alto siempre que lo justifiquen. Actualmente, en países europeos como Alemania e Inglaterra se recomienda no superar los 100 Bq/m³ y si se llega a 200 Bq/m³ se considera como riesgo. Por otra parte, en España a través del Consejo de Seguridad Nuclear (CSN), su organismo regulador en la materia, estableció el nivel de referencia de 600 Bq/m³. Para cumplir con lo establecido en la Directiva 2013/59/Euratom, se ha aprobado el Real Decreto 732/2019, por el que se modifica el Código Técnico de la Edificación (Real Decreto 314/2006).

### Medidas preventivas: Sistemas de barrera
Para evitar el radón procedente del subsuelo, en el proceso de construcción se pueden instalar unas “barreras” previa a la capa de hormigón: se trata de instalar una capa de áridos de un espesor mínimo de 10 cm sobre el sustrato de tierra. En ella se coloca una membrana geotextil y a continuación una membrana de polietileno de 0,4 mm como mínimo (anti-Radón).
Para evitar la entrada de radón por pequeñas oberturas se procede al sellado de las mismas con resinas. Con el paso del tiempo pueden ir apareciendo nuevas fisuras por lo que conviene llevar a cabo un control visual al menos una vez por año para evitar su oxidación.

### Medidas mitigadoras: Evacuación del radón

#### Ventilación natural
Con una ventilación muy grande las atmósferas interior y exterior son prácticamente indistinguibles. Lo que quiere decir que una ventilación superior a la normal hará disminuir a la concentración del radón interior. La aireación natural se da en el recinto por el paso del aire a través de las aperturas (ventanas, grietas y fisuras), por la acción del viento y por la diferencia de temperatura y presión existente entre el aire interior y exterior. Sin duda es el método más barato pero su rendimiento varía con las condiciones climáticas: es menos aplicable en los meses fríos del año, debido las molestias y los gastos de calefacción que implica.

#### Sistemas de Ventilación y evacuación mecánica

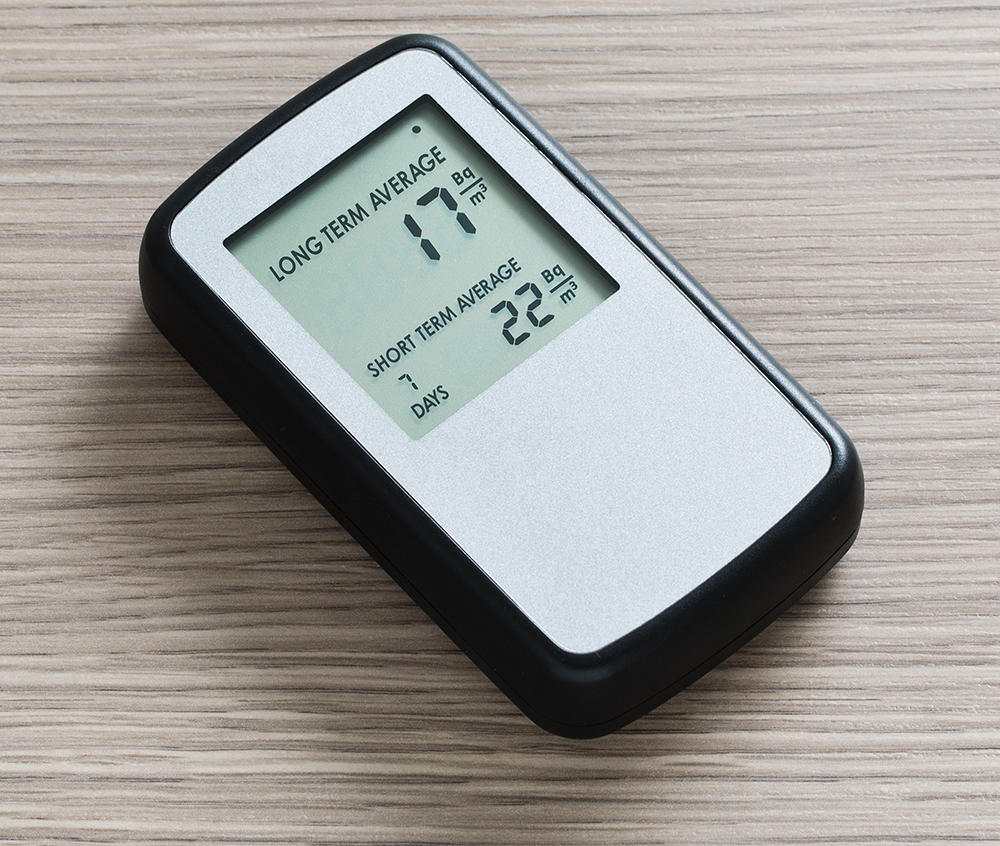
Detector de radón

Este método utiliza ventiladores que permiten mantener un flujo constante independientemente de las condiciones atmosféricas. En las casas bien aisladas y selladas, una ventilación mecánica es más eficaz que la aireación natural. Presentan como inconvenientes el consumo energético, molestias acústicas y riesgo de congelación.
Destacamos la ventilación mecánica de doble flujo con recuperación de calor: Un intercambiador de calor precalienta el aire frío y limpio del exterior antes de que sea inyectado en las habitaciones. Para ello, utiliza el calor del aire cargado de radón, que es evacuado hacia el exterior por un extractor, permitiendo recuperar entre el 50 % y el 80 % del calor. También es posible instalar un sistema de aspiración bajo el forjado donde el aire cargado de radón es evacuado fuera del edificio.
Toda evacuación del aire cargado de radón debe hacerse a una gran distancia del edificio o a nivel del techo, para evitar que el radón entre de vuelta en el edificio.

#### Medidas de vigilancia y control: Sistemas de detección
Existe un amplio mercado de detectores domésticos de uso particular. En el ámbito profesional existen diferentes tipos como lo son el detector de carbono activo, detectores sólido-traza y detectores de silicio que miden el 218Po. En cualquier caso hay que tener presente que al efectuar mediciones a corto plazo se deben tener en cuenta las variaciones diarias y estacionales que tiene el radón así como los períodos en que los edificios están menos ventilados (porque las ventanas no se abren), ya que esto comporta concentraciones más elevadas de radón.